# James Wilson (político)
James Wilson (Ayrshire, 16 de agosto de 1835 – Traer, 26 de agosto de 1920) foi um político anglo-americano do Partido Republicano que serviu como Secretário da Agricultura dos Estados Unidos por dezesseis anos consecutivos de 1897 a 1913 durante as presidências de William McKinley, Theodore Roosevelt e William Howard Taft. Ele detém o recorde de membro do Gabinete Presidencial de maior mandato na história norte-americana.

## Biografias
Wilson nasceu em 16 de agosto de 1835 em Ayrshire, Escócia. Ele imigrou para os Estados Unidos na década de 1850 e inicialmente estabeleceu-se na Costa Leste antes de mudar-se definitivamente para Iowa. Wilson estudou no Iowa College e foi eleito em 1866 para a legislatura estadual. Foi presidente da Câmara dos Representantes de Iowa entre 1870 e 1871 e regente da Universidade Estadual de Iowa de 1870 a 1874.
Wilson em seguida decidiu entrar na política nacional e foi eleito em 1877 para a Câmara dos Representantes dos Estados Unidos, onde serviu de 1877 a 1877 e depois de 1883 até 1885. Seu amor pela agricultura o levou de volta a Iowa, tornando-se diretor de uma estação de experimentos agrícolas e professor de agricultura na Universidade Estadual de Iowa.
Em 1897 foi nomeado Secretário da Agricultura pelo presidente William McKinley, cargo que manteve pelos dezoito anos seguintes para servir também sob Theodore Roosevelt e William Howard Taft. Wilson reformou o Departamento de Agricultura, deixando-o de ser um pequeno escritório de coleta de dados para um que abraçava todas as áreas de agricultura, horticultura e estudos animais e vegetais, além também da preservação de florestas e administração de fazendas.
Wilson deixou o cargo em março de 1913 e retornou para Iowa a fim de continuar seus estudos sobre agricultura. Ele morreu em 26 de agosto de 1920 aos 85 anos em sua própria fazenda, sendo reconhecido como uma das grandes figuras na história agrícola dos Estados Unidos.